# جوني توماس (لاعب كرة قدم أمريكية)
جوني توماس (بالإنجليزية: Johnny Thomas)‏ هو لاعب كرة قدم أمريكية أمريكي، ولد في 3 أغسطس 1964 في هيوستن في الولايات المتحدة.

## وصلات خارجية
- جوني توماس على موقع الاتحاد الدولي لألعاب القوى (الإنجليزية)
- جوني توماس على موقع مرجع كرة القدم المحترفة.كوم (الإنجليزية)